# SO-DIMM

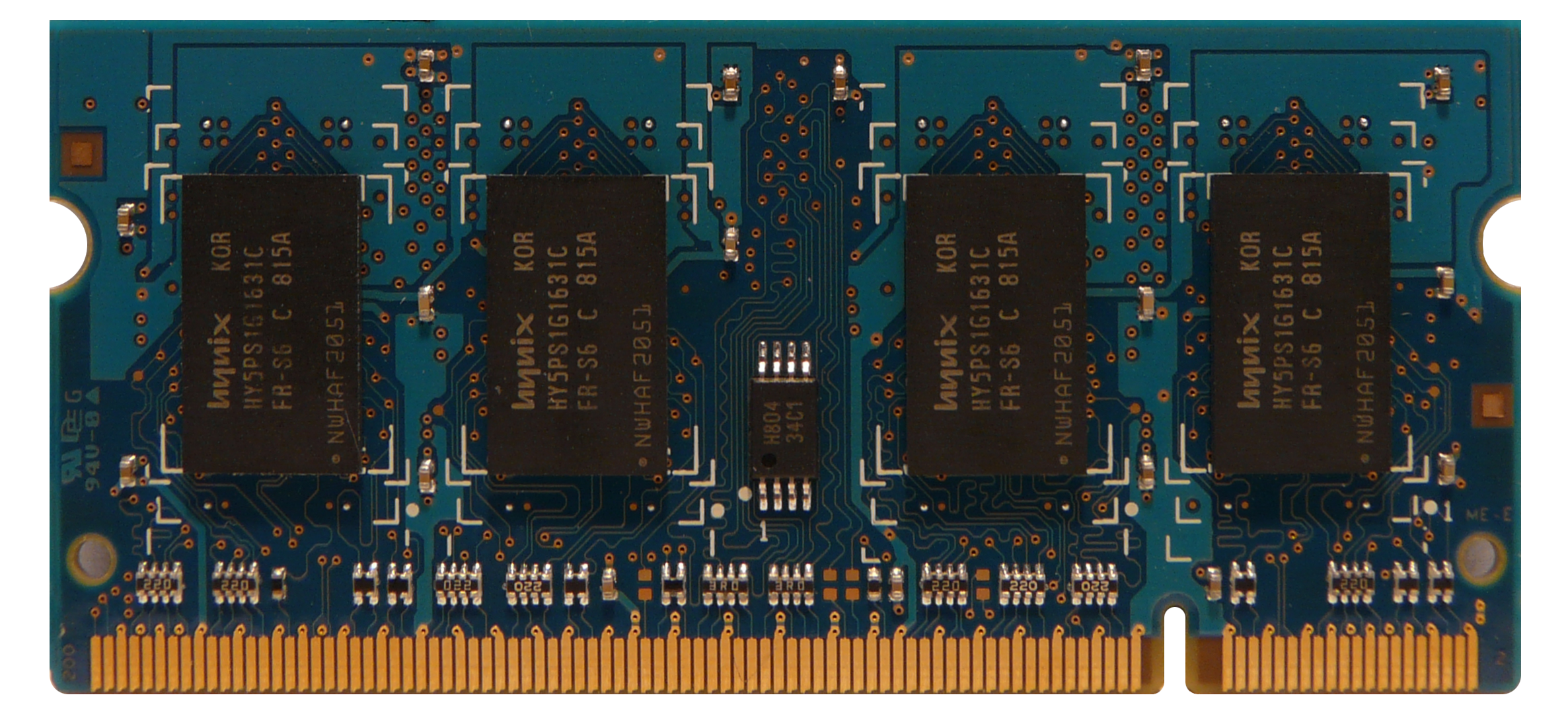
PC6400 DDR2 SO-DIMM

Differenze dimensionali moduli 200-pin SO-DIMM

In informatica ed elettronica una SO-DIMM (acronimo dell'inglese Small Outline Dual In-line Memory Module, lett. "modulo lineare di memoria a doppia faccia di piccole dimensioni") è un componente hardware costituito da una serie di circuiti integrati di memoria RAM ideata per computer portatili.
Le SO-DIMM sono un'alternativa più piccola alle DIMM, essendo approssimativamente la metà della misura delle regolari DIMM. Come risultato di ciò le SO-DIMM sono usate per lo più nei computer portatili, nei PC poco ingombranti (come quelli con schede madri mini-ITX o sistemi barebone), stampanti per ufficio di fascia alta o nell'hardware per la rete come i router.
I più comuni tipi di RAM SO-DIMMs sono:
- 72-pin SO-DIMM: (diversa dalla 72-pin SIMM), usata con FPM DRAM e EDO DRAM
- 100-pin SO-DIMM:
- 144-pin SO-DIMM: usata con SDRAM
- 200-pin SO-DIMM: usata con DDR SDRAM e DDR2 SDRAM
- 204-pin SO-DIMM: usata con DDR3 SDRAM
- 260-pin SO-DIMM: usata con  DDR4 SDRAM

Le SO-DIMM hanno 72, 100, 144, 200, 204 o 260 pin.
Il modulo a 100 pin supporta un trasferimento dati a 32-bit, mentre i moduli a 144 e 200 pin supportano un trasferimento dati a 64-bit. Questo le paragona alle normali DIMM che hanno 168, 184, o 200 pin, tutte sostenenti un trasferimento dati a 64-bit.
I moduli SO-DIMM misurano: 6.76 cm di Lunghezza, 3.18 cm di altezza e 0.38 cm di spessore.
I differenti tipi di SO-DIMM possono essere riconosciuti con un'occhiata dalle caratteristiche tacche usato per "adattarle" per diverse applicazioni: quelle a 100 pin hanno due tacche, quelle a 144 pin hanno una singola tacca vicino al centro, e quelle a 200 pin hanno una singola tacca spostata verso un'estremità.
Le memorie a 200 pin si distinguono poi per montare RAM di classe DDR o DDR2, tipologie non intercambiabili. La differenza di posizione della tacca è difficilmente percettibile a prima vista in quanto è di un solo millimetro: entrambe dispongono di una singola tacca spostata verso un'estremità con 20 contatti(pin) tra la tacca e il bordo più vicino del modulo, ma se la tacca è a 1.6 cm da tale lato abbiamo una memoria DDR2, viceversa se la distanza è di soli 1.5 cm (quindi la tacca è leggermente più spostata verso il bordo), abbiamo una memoria DDR.
Le memorie a 204 pin DDR3 invece hanno la tacca spostata a 2.48 cm dal bordo e 36 pin dalla stessa estremità (e 66 pin dopo la tacca; 102 in totale per ogni lato).
La memoria PC2-6400 a 200 pin rappresentata nella fotografia è una DDR2. Si dovrebbe adottare accortezza quando si tenta di identificare visivamente i moduli SO-DIMM a 200 pin.
Le SO-DIMM sono più o meno uguali in potenza e voltaggio alle DIMM e, come la tecnologia delle memorie avanza, entrambe le tipologie sono disponibili in egual velocità e capacità.